# Bretigny
Bretigny är en kommun i departementet Côte-d'Or i regionen Bourgogne-Franche-Comté i östra Frankrike. Kommunen ligger i kantonen Dijon 1er Canton som tillhör arrondissementet Dijon. År 2022 hade Bretigny 903 invånare.
Orten är främst känd genom freden i Bretigny.

## Befolkningsutveckling
Antalet invånare i kommunen Bretigny
Referens:INSEE